# 簡立宸
簡立宸（かん りったつ、1996年9月25日 - ）は台湾の囲碁棋士。台湾棋院所属、五段。中環杯囲棋オープン戦優勝など。

## 経歴
6歳で囲碁を学ぶ。2005年台中支庁杯3位。2008年12歳の時に国務総理杯世界アマチュア囲碁選手権戦に出場して優勝。2009年台湾棋院初段。同年二段。2010年中環杯囲棋オープン戦に優勝して五段昇段。
2009、10年、国際新鋭囲碁対抗戦出場。
- 2009年 2-1（○李瑟娥、×李赫、○謝依旻）
- 2010年 0-3（×羅玄、×厳歓、×鈴木伸二）